# كأس ملك البحرين 2008
كأس ملك البحرين لكرة القدم 2008 هي النسخة الثالثة والخمسون من كأس ملك البحرين لكرة القدم. جرت من 11 يناير إلى 24 فبراير 2008. توج المحرق باللقب بعدما تغلب في المباراة النهائية على النجمة 2-0.

## الدور التمهيدي
| قلالي                               | 1-2 | سترة              |
| ----------------------------------- | --- | ----------------- |
| خليل إبراهيم 65' · كاريس جونسون 87' |     | حسين أحمد رضي 73' |

| التضامن                 | 1-2 | مدينة عيسى   |
| ----------------------- | --- | ------------ |
| طالب عبد اللطيف 3'، 45' |     | عمر بلال 85' |

| المالكية                                            | 0-3 | البديع |
| --------------------------------------------------- | --- | ------ |
| زهير درويش 18' · محمد درويش 55' · سيد كاظم حميد 71' |     |        |

## الدور الثمن النهائي
| قلالي                   | 1-2 | الاتحاد       |
| ----------------------- | --- | ------------- |
| إلياس عمران خضر 4'، 74' |     | عقيل متعب 12' |

| المالكية                                 | 1-2 (ب.و.إ.) | المنامة           |
| ---------------------------------------- | ------------ | ----------------- |
| سيد كاظم حميد 94' · موسى عبد الأمير 113' |              | دانيال ميلان 120' |

| الحد                                  | 0-3 | التضامن |
| ------------------------------------- | --- | ------- |
| ديفيد سانداي 35'، 85' · علي نيروز 67' |     |         |

| البسيتين                              | 0-2 | الاتفاق |
| ------------------------------------- | --- | ------- |
| روبرت أكواري 62' · محمد جمعة بشير 74' |     |         |

| النجمة                            | 0-2 | الرفاع الشرقي |
| --------------------------------- | --- | ------------- |
| سالم موسى عمر 71' · راشد جمال 73' |     |               |

| المحرق                                                                 | 0-4 | البحرين |
| ---------------------------------------------------------------------- | --- | ------- |
| ريكو 40' · 45' (هدف عكسي) · محمود عبد الرحمن 70' · عبد الله الدخيل 90' |     |         |

| الأهلي | 0-0 (ب.و.إ.) | الشباب |
| ------ | ------------ | ------ |
|        |              |        |

| الرفاع                                 | 0-2 | الحالة |
| -------------------------------------- | --- | ------ |
| عوض راغب ذيب 53' · حمد راكع العنزي 55' |     |        |

## الدور الربع النهائي
| الرفاع       | 0-1 | قلالي |
| ------------ | --- | ----- |
| عوض راغب ذيب |     |       |

| النجمة         | 1-2 (ب.و.إ.) | المالكية               |
| -------------- | ------------ | ---------------------- |
| منوا 34'، 103' |              | أحمد يوسف عبد الله 12' |

| البسيتين | 3-6 | الحد                             |
| --- | --- | -------------------------------- |
| ياسر عامر 2'، 45' · روبرت أكواري 10' · محمد سند بوسنود 74' · غازي ماجد الكواري 81' · ربيع العفوي 90' (ضربة جزاء) |     | ديفيد سانداي 33'، 75' · نجيم 89' |

| المحرق                     | 0-2 | الأهلي |
| -------------------------- | --- | ------ |
| محمد سالمين 76' · ريكو 90' |     |        |

## الدور النصف النهائي
| النجمة                        | 0-2 (ب.و.إ.) | الرفاع |
| ----------------------------- | ------------ | ------ |
| راشد جمال 98' · حمد فيصل 105' |              |        |

| المحرق                                               | 1-4 | البسيتين      |
| ---------------------------------------------------- | --- | ------------- |
| عبد الله الدخيل 16' · ريكو 35'، 65' (ضربة جزاء)، 88' |     | ياسر عامر 65' |

## المباراة النهائية
| المحرق                               | 0-2 | النجمة |
| ------------------------------------ | --- | ------ |
| محمود عبد الرحمن 23' · فوزي عايش 50' |     |        |

## البطل
| كأس ملك البحرين بطل 2008     |
| ---------------------------- |
| المحرق اللقب السابع والعشرين |